# Du skønne Land
Du skønne Land er en dansk dokumentarfilm fra 1947 med instruktion og manuskript af Gunnar Wangel.

## Handling
En film, der viser påmindelser om Nordtysklands danske islæt. En skildring af det sydslesvigske landskab og dets befolkning med den hensigt at vise indslag af dansk kultur og minder om landsdelens danske fortid.